# Desmognathus quadramaculatus
Espèce
Synonymes
- Salamandra quadramaculata Holbrook, 1840
- Salamandra maculo-quadrata Holbrook, 1840
- Desmognathus quadramaculatus amphileucus Bishop, 1941

Statut de conservation UICN

 LC  : Préoccupation mineure
Desmognathus quadramaculatus est une espèce d'urodèles de la famille des Plethodontidae.

## Répartition
Cette espèce est endémique des États-Unis. Elle se rencontre dans le sud de la Virginie-Occidentale, dans l'ouest de la Virginie, dans l'est du Tennessee, dans l'Ouest de la Caroline du Nord, dans l'Ouest de la Caroline du Sud et dans le nord de la Géorgie.

## Publication originale
- Holbrook, 1838 : North American Herpetology, or Description of the Reptiles Inhabiting the United States. First Edition. Philadelphia, J. Dobson, vol. 4 (texte intégral).